# Liste der Baudenkmäler in Altenessen-Süd
Die Liste der Baudenkmäler in Altenessen-Süd enthält die denkmalgeschützten Bauwerke auf dem Gebiet von Essen-Altenessen-Süd, Stadtbezirk V, in Nordrhein-Westfalen (Stand: Oktober 2018). Diese Baudenkmäler sind in der Denkmalliste der Stadt Essen eingetragen; Grundlage für die Aufnahme ist das Denkmalschutzgesetz Nordrhein-Westfalen (DSchG NRW).

| Bild                  | Bezeichnung           | Lage                                     | Beschreibung | Bauzeit   | Eingetragen seit   | Denkmal- nummer |
| --------------------- | --------------------- | ---------------------------------------- | --- | --------- | ------------------ | --------------- |
| Ehem. Höltebergschule | Ehem. Höltebergschule | Altenessener Straße 196 Karte            | | 1905–1906 | 14. Mai 1987       | 201             |
| Stadtbad Altenessen   | Stadtbad Altenessen   | Altenessener Straße 393 Karte            | Fassade im Bauhausstil seit 1987 unter Denkmalschutz; nach dem Zweiten Weltkrieg 1946 wiedereröffnet, war es einige Jahre Essens einziges Schwimmbad. instand gesetzt in den 1960er Jahren, 1996 bis 1998 grundlegend modernisiert | um 1930   | 12. November 1987  | 223             |
| weitere Bilder        | Kirche St. Hedwig     | An St. Hedwig / Kellersohnweg 11 Karte   | Backstein-Saalbau; Architekt: Wilhelm Schneider | 1931–1932 | 13. September 1990 | 624             |
| zwei Wohnhäuser       | zwei Wohnhäuser       | Radhoffstraße 5/7 Karte                  | | um 1900   | 14. November 1991  | 724             |
| ehem. Ledigenwohnheim | ehem. Ledigenwohnheim | Seumannstraße 15 Karte                   | Architekt: Edmund Körner; ehemaliges Ledigenheim für alleinstehende Arbeiter der Zeche Helene | 1921      | 14. November 1991  | 725             |
| Standbild             | Standbild             | Stankeitstraße/Kaiser-Wilhelm-Park Karte | Denkmal, eingeweiht am 25. September 1904, ist Rest des ehemaligen Kaiserbrunnens. Der Brunnenbau wurde bereits 1899 beschlossen und mithilfe von Bürgerspenden von 22.000 Reichsmark finanziert. Der Entwurf für das Denkmal stammt vom Berliner Bildhauer Emil Cauer. Auf einem roten Felsen stehen ein Bergmann und ein Hüttenarbeiter als Vertreter der für das damalige Altenessen wichtigsten Berufsgruppen. Das an der Stirnseite angebrachte Bronzerelief Kaiser Wilhelms I., umrahmt von einem Lorbeerkranz, ist nicht mehr vorhanden. Auch das eigentliche Brunnenbecken existiert nicht mehr. | 1904      | 13. September 1990 | 625             |
| weitere Bilder        | Ehem. Zeche Helene    | Twentmannstraße 125 Karte                | ehemaliges Steinkohlen-Bergwerk; Architekt: Edmund Körner | 1927      | 7. März 1986       | 97              |
| weitere Bilder        | ehem. Zeche Carl      | Wilhelm-Nieswandt-Allee 80/100 Karte     | ehemaliges Steinkohlen-Bergwerk, seit 1977 Kulturzentrum | 1856–1861 | 14. Februar 1985   | 46              |